# Michael Roll

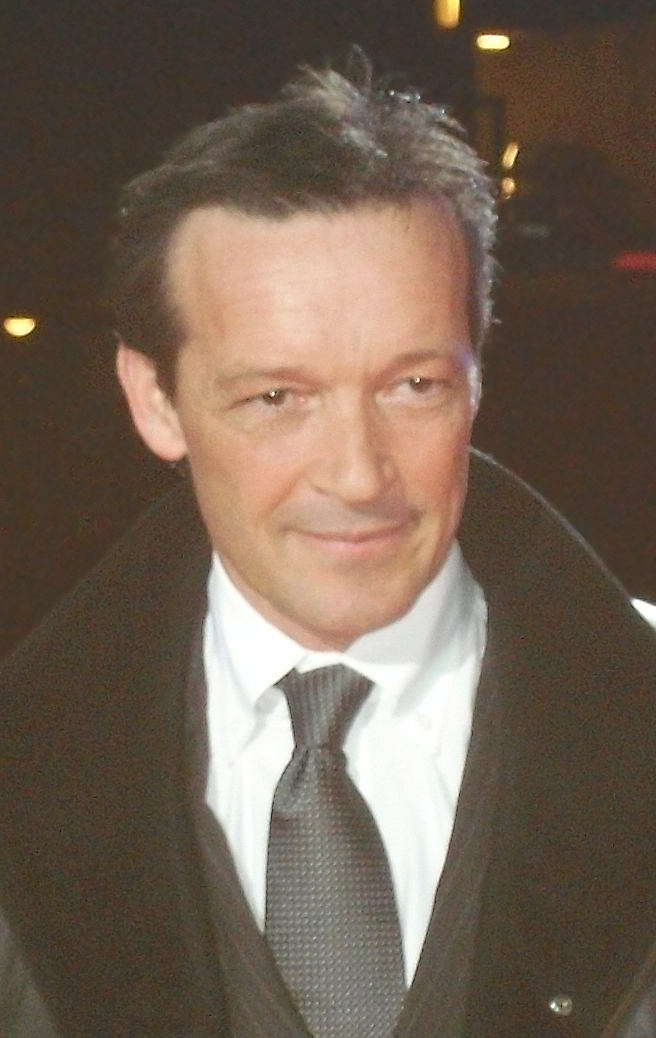
Michael Roll, 2008

Michael Roll (* 29. April 1961 in München) ist ein deutscher Schauspieler und Synchronsprecher.

## Leben
Michael Roll wurde als Sohn des Kameramanns und Grimme-Preisträgers Gernot Roll (1939–2020) in München geboren. Bereits während seiner Schulzeit synchronisierte er Filme. Später nahm er Gesangs- und Schauspielunterricht.
1982 gab Roll sein Filmdebüt an der Seite von Hannelore Hoger in Heidi Genées Kraftprobe. Seine erste Hauptrolle hatte er 1988 in dem Fernsehkrimi Ein naheliegender Mord. In Michael Verhoeven sechsteiliger Fernsehserie Die schnelle Gerdi spielte Roll 1989 an der Seite von Senta Berger als junger Herbert Brot, der bei seiner Großmutter und von der Hand in den Mund lebt und eine Beziehung mit Gerdi Angerpointner eingeht, die männliche Serienhauptrolle. Durch diese erste größere Rolle erhielt er im Nachklang weitere Angebote. In der 32-teiligen Sat.1-Krimiserie Der König spielte er von 1994 bis 1998 an der Seite von Günter Strack den jungen Kriminalassistenten Axel Hübner. Von 2003 bis 2020 spielte Roll an der Seite von Ulrike Kriener die durchgehende Serienrolle des Kriminalhauptkommissars Boris Noethen in der ZDF-Krimireihe Kommissarin Lucas. Seit 2015 spielt er in der ZDF-Heimatfilmreihe Lena Lorenz die durchgehende Rolle des Vinzenz „Vinz“ Huber. 2021 gehörte er neben Eva-Maria Reichert und Nele Kiper als Sven Winterfeld zur Stammbesetzung der ZDF-Serie Kanzlei Berger. Gastauftritte hatte er unter anderem in Café Meineid, Liebling Kreuzberg, Siska, Der Alte, Der Fahnder, Derrick, Tatort, Ein Fall für zwei, Polizeiruf 110, Der Bulle von Tölz, Die glückliche Familie und SOKO 5113.
1987 debütierte Roll am Theater. Er ging unter anderem mit den Bühneninszenierungen Tod eines Handlungsreisenden und Andorra auf Theater-Tournee. Außerdem spielte er bei den Luisenburg-Festspielen in Wunsiedel.
Neben seinen Arbeiten auf der Bühne und vor der Kamera ist Roll als Synchronsprecher tätig, u. a. lieh er wiederholt dem britischen Schauspieler Iain Glen seine Stimme.
Michael Roll hat aus erster Ehe drei Kinder; seit 2016 ist er in zweiter Ehe mit Claudia Heiss verheiratet. Er besitzt einen Berufspilotenschein für Hubschrauber, spielt seit seinem 20. Lebensjahr Golf, ist geprüfter Skilehrer und spielt Gitarre. Daneben engagiert er sich in der Tabaluga-Stiftung für traumatisierte Kinder unter der Schirmherrschaft von Peter Maffay.

## Filmografie

### Kino
- 1995: Ciao Bello
- 2000: Der Bär ist los!
- 2001: Herz

### Fernsehfilme
- 1982: Kraftprobe
- 1983: Einmal die Woche
- 1984: Was soll bloß aus dir werden
- 1988: Ein naheliegender Mord
- 1989: Der Mann im Salz
- 1992: Schuldlos schuldig
- 1995: Weihnachtsfest mit Hindernissen
- 1995: Über Kreuz
- 1996: Olivia – Ein Kinderschicksal bewegt die Welt
- 1996: Rivalen am Abgrund
- 1997: Klassenziel Mord
- 1997: Berlin – Moskau
- 1997: Guppies zum Tee
- 1998: Mein großer Freund
- 1999: Nur ein toter Mann ist ein guter Mann
- 1999: Das verbotene Zimmer
- 2000: Seitensprung ins Glück
- 2001: Sieben Tage im Paradies
- 2002: Die Zeit mit dir
- 2002: Aus lauter Liebe zu Dir
- 2002: Ein himmlisches Weihnachtsgeschenk (Fernsehfilm)
- 2002: Schneemann sucht Schneefrau
- 2003: Wunschkinder und andere Zufälle
- 2004: Zwei Männer und ein Baby
- 2004: Ein Gauner Gottes
- 2005: Eine Mutter für Anna
- 2005: La Dolce Rita
- 2005: Glück auf halber Treppe
- 2005: Hengstparade
- 2005: Andersrum
- 2006: Der Traum ihres Lebens (Fernsehfilm)
- 2006: Liebe, Babys und ein großes Herz
- 2006: Das Weihnachts-Ekel
- 2008: Mamas Flitterwochen
- 2010: Zimmer mit Tante
- 2010: Die Hüttenwirtin
- 2011: Konterrevolution – Der Kapp-Lüttwitz-Putsch 1920
- 2012: Die Verführerin Adele Spitzeder
- 2012: Die Tote ohne Alibi
- 2014: Frauen verstehen
- 2015: Das Traumschiff: Macau
- 2017: Gift
- 2017: The Ghost of Cassley
- 2018: Venus im vierten Haus
- 2019: Matula – Tod auf Mallorca
- 2022: Bis zum letzten Tropfen

### Fernsehserien und -reihen
- 1984–2009: Ein Fall für zwei (verschiedene Rollen, 4 Folgen)
- 1984–2010: SOKO München (verschiedene Rollen, 3 Folgen)
- 1985: Tatort: Irren ist tödlich
- 1986: Der Fahnder (Folge Hitzewelle)
- 1986: Schafkopfrennen (5 Folgen)
- 1986: Geschichten aus der Heimat (Fernsehserie) Episode: Der Gebrauchtwagen
- 1989: Die schnelle Gerdi (6 Folgen)
- 1989: Tatort: Die Neue
- 1990, 1992: Derrick (verschiedene Rollen, 2 Folgen)
- 1990: Liebesgeschichten (Folge Der Rosenhain)
- 1991: Löwengrube (Folge Bartholomäusnacht – Sommer 1934)
- 1991: Eurocops (Folge Geständnis eines Toten)
- 1991: Josef Filser – Bilder aus dem Leben eines königlich bayerischen Abgeordneten (4 Folgen)
- 1992: Die Männer vom K3 - Ein ganz alltäglicher Fall
- 1992: Glückliche Reise – Singapur und Borneo
- 1992, 2003: Wolffs Revier (verschiedene Rollen, 2 Folgen)
- 1994: Die Kommissarin (Folge Zwerg Nase)
- 1994–1998: Der König (31 Folgen)
- 1994: Rosamunde Pilcher – Wilder Thymian
- 1995: Tatort: Eine mörderische Rolle
- 1996: Wildbach (Folge Rivalen)
- 1997: Liebling Kreuzberg (Folge Der Verbieter)
- 1997–2017: Alarm für Cobra 11 – Die Autobahnpolizei (verschiedene Rollen, 4 Folgen)
- 1999: Schwarz greift ein (Folge Befleckte Empfängnis)
- 1999: Stahlnetz – Die Zeugin
- 1999: Die Cleveren (Folge Das Mörderkind)
- 1999–2001: Wilder Kaiser (4 Folgen)
- 1999–2002: Drei mit Herz (25 Folgen)
- 2000: Mordkommission (Folge Ohne Nebenwirkungen)
- 2000: Rosamunde Pilcher – Der lange Weg zum Glück
- 2000–2007: Siska (verschiedene Rollen, 5 Folgen)
- 2001: Ein unmöglicher Mann (5 Folgen)
- 2001: Polizeiruf 110: Zerstörte Träume
- 2002: Tatort: Der Passagier
- 2003: Polizeiruf 110: Die Schlacht
- 2003: Polizeiruf 110: Doktorspiele
- 2003: Mit Herz und Handschellen (Folge Amtsmissbrauch)
- 2003: Die Rosenheim-Cops (Folge Spuren im Schnee)
- 2003: Der Alte – Folge 288: Die falsche Spur
- 2003–2020: Kommissarin Lucas (→ siehe Episodenliste)
- 2004: Tatort: Todes-Bande
- 2004: Unter weißen Segeln – Urlaubsfahrt ins Glück
- 2004: Der Bulle von Tölz: In guten Händen
- 2004: Der Alte – Folge 298: Du sollst nicht töten
- 2004–2014: SOKO Kitzbühel (verschiedene Rollen, 3 Folgen)
- 2005: Der Alte – Folge 305: Tödliche Verstrickung
- 2006: M.E.T.R.O. – Ein Team auf Leben und Tod (10 Folgen)
- 2006–2010: Liebe, Babys und ein großes Herz (→ siehe Episodenliste)
- 2006, 2011: SOKO Donau (verschiedene Rollen, 2 Folgen)
- 2007: Das Traumhotel – Afrika
- 2007: Ein starkes Team: Stumme Wut
- 2007: Der Alte – Folge 322: Jakob
- 2008: Zur Sache, Lena! (Fernsehserie, 4 Episoden)
- 2008: Das Morphus-Geheimnis von Andrzej Maleszka
- 2008: SOKO Leipzig (Folge Emanuela, Teil 1 & 2)
- 2008: Lilly Schönauer – Für immer und einen Tag
- 2008, 2016: SOKO Köln (verschiedene Rollen, 2 Folgen)
- 2009, 2012: Kommissar Stolberg (verschiedene Rollen, 2 Folgen)
- 2009: Rosamunde Pilcher – Gezeiten der Liebe
- 2010, 2018, 2021: Um Himmels Willen (Fernsehserie, mehrere Folgen)
- 2010: Mordkommission Istanbul – Die steinernen Krieger (Fernsehreihe)
- 2011: Rosamunde Pilcher – Herzensfragen
- 2012: Mord in bester Gesellschaft: Der Tod der Sünde
- 2012: Das Traumschiff – Singapur
- 2013, 2021: Der Staatsanwalt (verschiedene Rollen, 2 Folgen)
- 2013: Die Chefin (Folge Sperrbezirk)
- 2013: Mordshunger – Verbrechen und andere Delikatessen (4 Folgen)
- 2013: Rosamunde Pilcher: Zu hoch geflogen
- 2014: Der Kriminalist (Folge Der Letzte Flug)
- 2015: Das Traumschiff: Macau
- seit 2015: Lena Lorenz (46 Episoden)
- 2016: Heldt (Folge Bochum singen und sterben)
- 2016: Der Alte – Folge 402: Die Angst danach
- 2016: Die Bergretter – Schneeblind (Fernsehreihe)
- 2017: Rosamunde Pilcher – Das Gespenst von Cassley
- 2021: Inga Lindström – Geliebter Sven
- 2021: Polizeiruf 110: Bis Mitternacht
- 2021, 2022: Der Bergdoktor
- 2021: Kanzlei Berger
- 2023: Bettys Diagnose (Folge Unausgesprochen)
- 2024: Für immer Sommer (Fernsehreihe, 2 Folgen)
- 2024: Polizeiruf 110: Jenseits des Rechts

## Auszeichnungen
- 1989: Deutscher Darstellerpreis Chaplin-Schuh des Bundesverbandes deutscher Film- und Fernsehregisseure e. V. als bester Nachwuchsschauspieler